# Сумайиль
Сумайиль (араб. سميل‎, курд. Sêmêl, сир. ܣܡܠܐ) — город на севере Ирака, расположенный на территории мухафазы Дахук (автономия Иракский Курдистан).

## Географическое положение
Город находится в юго-западной части мухафазы, в горной местности, на высоте 444 метров над уровнем моря.

Сумайиль расположен на расстоянии приблизительно 10 километров к западу от Дахука, административного центра провинции и на расстоянии 408 километров к северо-северо-западу (NNW) от Багдада, столицы страны.

## Население
На 2012 год население города составляет 58 826 человек.

## История
В начале XX века Сумайиль представлял собой небольшую деревню, основным населением которой были курды. Ассирийская община сформировалась в Сумайиле из беженцев, спасавшихся от массовой резни в Османской империи.

### Резня в Сумеле
В 1933 году в городе произошло массовое убийство ассирийцев-христиан вооружёнными формированиями правительства Иракского королевства. В результате погибло более 3000 человек.